# Frank Gill Slaughter

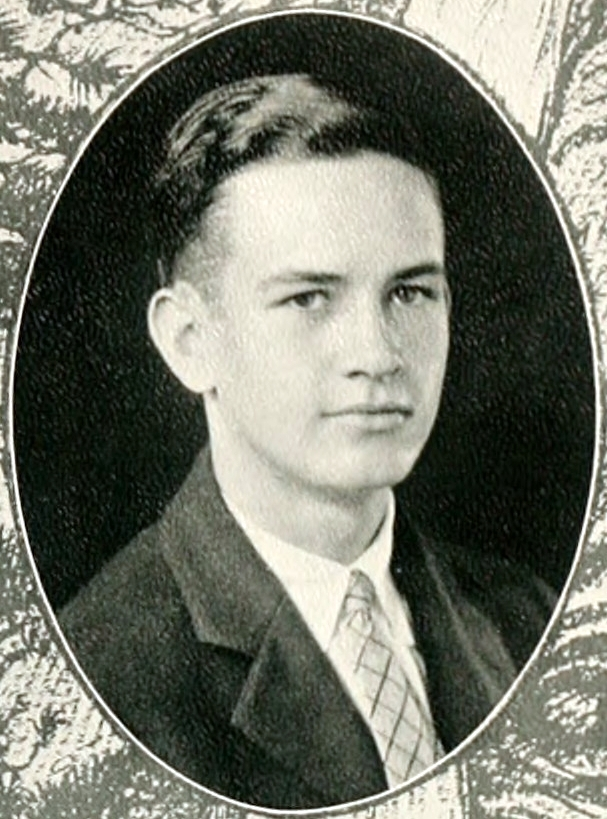
Frank G Slaughter (1926) im Jahrbuch der Duke University

Frank Gill Slaughter (* 25. Februar 1908 in Washington, D.C.; † 17. Mai 2001 in Jacksonville (Florida)) war ein US-amerikanischer Arzt und Bestsellerautor.

## Leben und Werk
Frank G. Slaughter wuchs auf einer Tabakfarm bei Oxford (North Carolina). Seinen ersten Universitätsabschluss erhielt er von der  Duke University und studierte anschließend Medizin an der Johns Hopkins University in Baltimore. Dort schloss er 1930 mit einem M.D. ab.
Von 1934 bis 1942 arbeitete er als Chirurg am Riverside Krankenhaus in Jacksonville. Während dieser Zeit begann er Kurzgeschichten zu schreiben und ab 1938 arbeitete er auch an seinen ersten Roman That None Should Die. Nachdem dieser zunächst von mehreren Verlegern abgelegt wurde, erschien er 1941 bei Doubleday. Im Zweiten Weltkrieg war Slaughter Chirurg bei der Armee und schrieb in dieser Zeit vier weitere Romane, von denen der 1946 veröffentlichte In a Dark Garden zu einem Bestseller wurde. Aufgrund des Erfolges seiner Bücher beschloss Frank G. Slaughter, seine Tätigkeit als Arzt aufzugeben und nun hauptberuflich als Schriftsteller zu arbeiten. Er veröffentlichte über 62 Bücher, darunter auch sechs Sachbücher und vier Abenteuerromane, letztere veröffentlichte er unter dem Pseudonym C. V. Terry. Gegen Ende der 1990er-Jahre waren über 60 Millionen Exemplare seiner Bücher verkauft worden.
Viele von Frank G. Slaughters Romanen lassen sich dem Genre Arztroman zuordnen und auch in einigen seiner historischen Romane finden sich häufig Ärzte als Hauptpersonen.

## Werke

### Romane
Als Frank G. Slaughter
- 1941 That None Should Die
  - Der Chirurg, dt. von Hans Joachim Rex; Heyne Verlag, München 1974, ISBN 3-453-00433-7.
- 1942 Spencer Brade M.D.
  - Dr. med Spencer Brade, dt. von Claudia Persson; Kindler Verlag, München 1962.
- 1944 Battle Surgeon
- 1945 Air Surgeon
- 1945 A Touch of Glory
  - Der Ruhm von morgen, dt. von Ilse Heim-Winer; Alpha-Verlag, Alfeld/Leine 1949.
- 1946 In a Dark Garden
- 1947 The Golden Isle
  - Die goldene Insel, dt. von Hans Horst; Pan-Verlag, Zürich 1949.
- 1948 Sangaree
  - Sangaree, dt. von Rose Richter; Pan-Verlag, Zürich 1950.
- 1949 Divine Mistress
  - Göttliche Geliebte, dt. von Felix Horst; Pan-Verlag, Zürich 1951.
- 1950 The Stubborn Heart
- 1951 Fort Everglades
- 1951 The Road to Bithynia
  - Der Weg nach Bithynien, dt. von Paula Saatsmann; Schaffrath Verlag, Köln 1953.
- 1952 East Side General
  - Die heilenden Hände, dt. von Heinz Ohff und Heinrich Ringleb; Kindler Verlag, München 1955.
- 1953 The Cross and the Crown
- 1953 Storm Haven
- 1953 The Galileans: The Story of Mary Magdalene
- 1954 The Song of Ruth (1954) (verfilmt als The Story of Ruth)
  - Ruth, dt. von Gerda Ebelt-Bean; Verlag Herder, Freiburg im Breisgau; Basel; Wien 1978, ISBN 3-451-18125-8.
- 1954 Apalachee Gold
- 1955 The Healer
  - Chefarzt Dr. Carter, dt. von Heinrich Ringleb; Kindler Verlag, München 1957.
- 1955 Flight From Natchez
- 1956 The Scarlet Cord: A Novel of the Woman of Jericho
- 1956 The Warrior (verfilmt als Nackend in der Sonne, Naked in the Sun)
- 1957 Sword and Scaple
- 1957 The Mapmaker
- 1958 Daybreak
  - Tagesanbruch, dt. von Heinrich Ringleb und Paul Baudisch; Kindler Verlag, München 1959.
- 1959 The Crown and the Cross: The Life of Christ
- 1959 Lorena
- 1959 The Thorn of Arimathea
- 1959 Deep is the Shadow
  - Keine Angst Bruder, dt. von George A. von Ihering; Schneekluth-Verlag, München 1982, ISBN 3-7951-0492-0.
- 1960 The Land and the Promise: The Greatest Stories of the Bible Retold
- 1960 Pilgrims in Paradise
- 1961 The Curse of Jezebel
- 1961 Epidemic!
- 1962 David, Warrior and King
  - König David, dt. von Jutta und Theodor Knust; Verlag Herder, Freiburg im Breisgau; Basel; Wien 1977, ISBN 3-451-17522-3.
- 1962 Tomorrow's Miracle
  - Der Arzt von Guanamale, dt. von Marianne Gembardt; Lichtenberg Verlag, München 1963.
- 1963 Devil's Harvest
- 1964 A Savage Place
  - Ein Arzt steht allein, dt. von Eva Korhammer; Lichtenberg Verlag, München 1968.
- 1965 Constantine, The Miracle of the Flaming Cross
- 1965 The Purple Quest
- 1966 Surgeon U.S.A.
- 1967 Doctors' Wives 
  - Die Frauen von Weston, dt. von Willy Thaler; Scherz Verlag, Bern; München 1968.
- 1967 God's Warrior
- 1968 The Sins of Herod
- 1968 Upon This Rock
- 1969 Surgeon's Choice: A Novel of Medicine Tomorrow
  - Alles oder nichts, dt. von Gretl Friedmann; Scherz Verlag, Bern; München; Wien 1971.
- 1970 Countdown
  - Ein Mann allein, dt. von Willy Thaler; Scherz Verlag, Bern; München; Wien 1973, ISBN 3-502-10675-4.
- 1971 Code Five
  - und besiegte die Angst, dt. von Anneli Christian; Bastei-Verlag Lübbe, Bergisch Gladbach 1975, ISBN 3-404-00254-7.
- 1972 Convention M.D.
  - Zwischen Skalpell und Liebe, dt. von Evelyn Linke; Heyne Verlag, München 1974, ISBN 3-453-00449-3.
- 1974 Women in White (verfilmt als Fernseh-Mehrteiler)
  - Intensivstation, dt. von Margitta de Hervás; Scherz Verlag, Bern; München; Wien 1975, ISBN 3-502-10676-2.
- 1975 The Stonewall Brigade
- 1977 Devil's Gamble: A Novel of Demonology
  - In seinem Auftrag, dt. von Wulf Helmut Bergner; Schneekluth-Verlag, München 1980, ISBN 3-7951-0491-2.
- 1977 Plague Ship
  - Das Pestschiff, dt. von Helga Amrain; Schneekluth-Verlag, München 1978, ISBN 3-7951-0364-9.
- 1979 The Passionaete Rebel
  - Passion des Herzens, dt. von Rosmarie Kahn-Ackermann; Heyne Verlag, München 1981, ISBN 3-453-01481-2.
- 1980 Gospel Fever
- 1981 Doctor´s Daughters
  - Ärzte und Töchter, dt. von Gesa Nibbe; Heyne Verlag, München 1982, ISBN 3-453-01655-6.
- 1983 Doctors at Risk
  - Dr. Harrisons Versuchung, dt. von L.D. Nieh; Neff, Wien 1983, ISBN 3-7014-0198-5.
- 1985 No Greater Love
  - Dr. Bronsons große Liebe, dt. von Uta McKechneay; Heyne Verlag, München 1987, ISBN 3-453-02418-4.
- 1987 Transplant

Als C.V. Terry
- 1954 Buccaneer Surgeon
- 1955 Darien Venture
- 1957 The Golden Ones
- 1959 The Deadly Lady of Madagascar

### Sachbücher
- 1946 The New Science of Surgery
- 1947 Medicine for Moderns: The New Science of Psychosomatic Medicine (1947)
  - Gesunde Seele-gesunder Körper: Psychomatische Medizin, dt. von Marie-Luise Hopmann-Fleck; Colloquium Verlag, Berlin 1955.
- 1950 Immortal Magyar: Semmelweis Conqueror of childbed Fever